# Céline Naef
Céline Naef (* 25. Juni 2005 in Feusisberg, Kanton Schwyz) ist eine Schweizer Tennisspielerin.

## Karriere
Naef begann mit vier Jahren das Tennisspielen und bevorzugt Hartplätze. Sie spielt hauptsächlich auf Turnieren der ITF Women’s World Tennis Tour, bei denen sie bislang sieben Titel im Einzel und sieben im Doppel gewinnen konnte. Weiters gewann Naef einen WTA-Challenger-Titel im Doppel in Andorra. 
2021 erhielt sie eine Wildcard für die ITF Women’s Open Klosters, wo sie den Achtelfinal im Einzel erreichte. Diesen Erfolg konnte sie bei den Verbier Open wiederholen, als sie, ebenfalls mit einer Wildcard des Veranstalters ausgestattet, wieder den Achtelfinal erreichte. Im Doppel erreichte sie mit Partnerin Jenny Dürst, die sie im Einzel in der ersten Runde besiegt hatte, den Viertelfinal. Bei den mit 60.000 US-Dollar dotierten TCCB Open schied sie mit Partnerin Sebastianna Scilipoti bereits in der ersten Runde des Damendoppels aus, für das sie ebenfalls eine Wildcard erhalten hatten. Sie spielte sich mit ihren Erfolgen unter die Top-100 der ITF-Rangliste.
2022 schied sie bei den Australian Open an Nummer neun gesetzt im Juniorinneneinzel bereits im Achtelfinal gegen die spätere Finalistin Sofia Costoulas knapp mit 6:73 und 6:75 aus. Im Juniorinnendoppel scheiterte sie mit Partnerin Annabelle Xu bereits in der ersten Runde. Im März 2022 konnte sie ihr erstes ITF-Turnier im Einzel bei den Damen in Monastir gewinnen. Ihr Debüt auf der WTA Tour gab Naef im Juni 2023 beim Libéma Open in ’s-Hertogenbosch, wo sie in der ersten Runde Venus Williams in drei Sätzen schlug.
Im Jahr 2023 spielte Naef erstmals für die Schweizer Billie-Jean-King-Cup-Mannschaft; ihre Billie-Jean-King-Cup-Bilanz weist bislang keinen Siege bei 4 Niederlagen aus.

## Turniersiege

### Einzel
| Nr. | Datum              | Turnier               | Kategorie | Belag             | Finalgegnerin             | Ergebnis       |
| --- | ------------------ | --------------------- | --------- | ----------------- | ------------------------- | -------------- |
| 1.  | 13. März 2022      | Monastir              | ITF W15   | Hartplatz         | Lara Schmidt              | 3:6, 6:2, 7:5  |
| 2.  | 9. Oktober 2022    | Reims                 | ITF W15   | Hartplatz (Halle) | Manon Léonard             | 6:2, 6:73, 6:3 |
| 3.  | 16. Oktober 2022   | Cherbourg-en-Cotentin | ITF W25   | Hartplatz (Halle) | Irene Burillo Escorihuela | 3:6, 7:5, 6:2  |
| 4.  | 15. Januar 2023    | Loughborough          | ITF W25   | Hartplatz (Halle) | Eliz Maloney              | 6:0, 6:4       |
| 5.  | 5. Februar 2023    | Porto                 | ITF W40   | Hartplatz (Halle) | Lucrezia Stefanini        | 6:2, 6:4       |
| 6.  | 17. September 2023 | Le Neubourg           | ITF W80   | Hartplatz         | Alina Kornejewa           | 4:6, 6:2, 7:67 |
| 7.  | 10. November 2024  | Petingen              | ITF W75   | Hartplatz (Halle) | Océane Dodin              | 6:2, 6:4       |

### Doppel
| Nr. | Datum            | Turnier          | Kategorie      | Belag             | Partnerin          | Finalgegnerinnen                          | Ergebnis         |
| --- | ---------------- | ---------------- | -------------- | ----------------- | ------------------ | ----------------------------------------- | ---------------- |
| 1.  | 8. Oktober 2022  | Reims            | ITF W15        | Hartplatz (Halle) | Irina Balus        | Mallaurie Noël Margot Yerolymos           | 6:2, 6:0         |
| 2.  | 4. Februar 2023  | Porto            | ITF W40        | Hartplatz (Halle) | Yanina Wickmayer   | Alice Robbe Tara Würth                    | 6:1, 6:4         |
| 3.  | 2. Dezember 2023 | Andorra la Vella | WTA Challenger | Hartplatz         | Erika Andrejewa    | Tímea Babos Heather Watson                | 6:2, 6:1         |
| 4.  | 24. Februar 2024 | Porto            | ITF W75        | Hartplatz (Halle) | Anna Bondár        | Francisca Jorge Matilde Jorge             | 6:4, 3:6, [11:9] |
| 5.  | 17. Mai 2024     | Zagreb           | ITF W75        | Sand              | Laura Pigossi      | Emily Appleton Prarthana Thombare         | 4:6, 6:1, [10:8] |
| 6.  | 17. August 2024  | Cary             | ITF W100       | Hartplatz         | Tamara Zidanšek    | Oksana Kalaschnikowa Iryna Schymanowitsch | 4:6, 6:3, [11:9] |
| 7.  | 27. Oktober 2024 | Poitiers         | ITF W75        | Hartplatz (Halle) | Anna-Lena Friedsam | Martyna Kubka Conny Perrin                | 6:4, 6:1         |